# Parafia Chrystusa Króla w Goczałkowie
Parafia Chrystusa Króla w Goczałkowie – parafia rzymskokatolicka z siedzibą  w Goczałkowie, znajduje się w dekanacie strzegomskim w diecezji świdnickiej. Była erygowana w 1972 r. Jej proboszczem jest ks. Krzysztof Zieliński.